# Gochujang

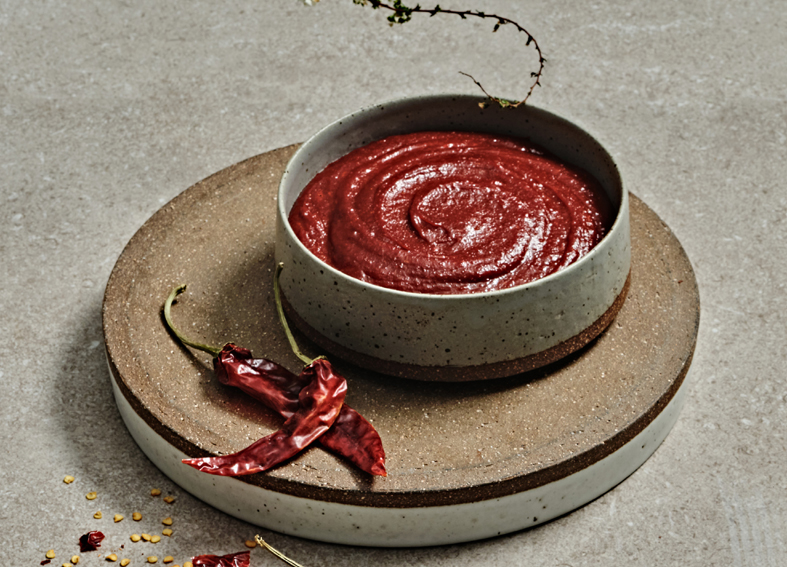
Tarro de Gochujang

El gochujang (고추장) es una salsa picante empleada en la condimentación de los platos de la cocina coreana. Se trata de un alimento fermentado a base de chiles rojos en polvo. Se elabora de forma tradicional en recipientes de barro que contienen la pasta de chiles y se llega a fermentar durante años sobre piedras que se denominan jangdokdae (장독대) . 

## Historia
Se cree que el gochujang (pasta picante de chiles) se lleva usando en Corea desde comienzos del siglo XVIII. De acuerdo con el Jungbo Sallim geongje (증보산림경제, 1765), la pasta gochujang se elaboraba añadiendo polvo de chiles picantes y arroz glutinoso a una pasta elaborada previamente con soja, y que se le dejaba madurar al sol. Esta receta de gochujang es totalmente similar a la que se emplea hoy en día.

## Características
Se trata de una pasta en forma de salsa que se deja fermentar muchos años en recipientes de barro sellados. La pasta contiene una base de arroz glutinoso, granos pulverizados de soja y chile en polvo. Menos frecuente es la adición de jujube, cebada y calabaza. 
Se emplea como condimento habitualmente en los jjigae coreanos. A veces se marina carne y se emplea como condimento de platos como el naengmyeon y el bibimbap. En ocasiones se emplea como base de otros condimentos como el chogochujang (초고추장) y el ssamjang (쌈장).